# Sampaio Corrêa FC
Sampaio Corrêa Futebol Clube, znany też jako Sampaio Corrêa – brazylijski klub sportowy z siedzibą w São Luís w stanie Maranhão, założony 25 marca 1923 roku.

## Osiągnięcia
- Mistrz drugiej ligi (Campeonato Brasileiro Série B): 1972
- Mistrz trzeciej ligi (Campeonato Brasileiro Série C): 1997
- Copa Norte: 1998
- Mistrz stanu (Campeonato Maranhense) (30): 1930, 1933, 1934, 1940, 1942, 1953, 1954, 1956, 1961, 1962, 1964, 1965, 1972, 1975, 1976, 1978, 1980, 1984, 1985, 1986, 1987, 1988, 1990, 1991, 1992, 2002, 2003, 2010, 2011, 2012.
- Taça Cidade de São Luís (7): 1939, 1950, 1973, 1976, 1983, 2007, 2009.

## Historia
Dnia 25 marca 1923 klub został założony pod nazwą Associação Sampaio Corrêa Futebol Clube. Abrahão Andrade został pierwszym prezesem klubu. Nazwa klubu pochodzi od samolotu wodnego zwanego Sampaio Corrêa II, który przybył do miasta São Luís 12 grudnia 1922 roku, a kierowany był przez dwóch pilotów – Brazylijczyka Pinto Martinsa i Amerykanina Waltera Miltona.
Dnia 25 kwietnia 1925 klub rozegrał swój pierwszy oficjalny mecz, w którym pokonał drużynę Luso Brasileiro 1:0. Jedyną bramkę zdobył Lobo.
Dnia 17 grudnia 1972 klub wygrał rozgrywki drugiej ligi brazylijskiej (Campeonato Brasileiro Série B), po pokonaniu w finale Campinense. Jednak to wówczas nie oznaczało awansu do pierwszej ligi. Później było coraz gorzej i klub znalazł się w trzeciej lidze.
W roku 1997 klub wygrał trzecią ligę Campeonato Brasileiro Série C, pokonując w ostatnim meczu Francana 3:1, co dało awans do drugiej ligi.
W roku 1998 Sampaio Corrêa wygrał puchar Copa Norte, bijąc São Raimundo w finale. W tym samym roku klub występując w Copa CONMEBOL dotarł aż do półfinału. W pierwszej rundzie wyeliminowali América Natal, w drugiej rundzie Quindío Armenia i dopiero w półfinale ulegli Santosowi.

## Stadion
Domowe mecze klub zwykle rozgrywa na stadionie Estádio Plácido Aderaldo Castelo, znanym także jako Estádio Castelão mogącym pomieścić 70 000 ludzi.

## Grupy kibiców
- Mancha Tricolor
- Sangue Tricolor
- Torcida Tradicional Tubarões da Fiel